# Gumbert (Würzburg)

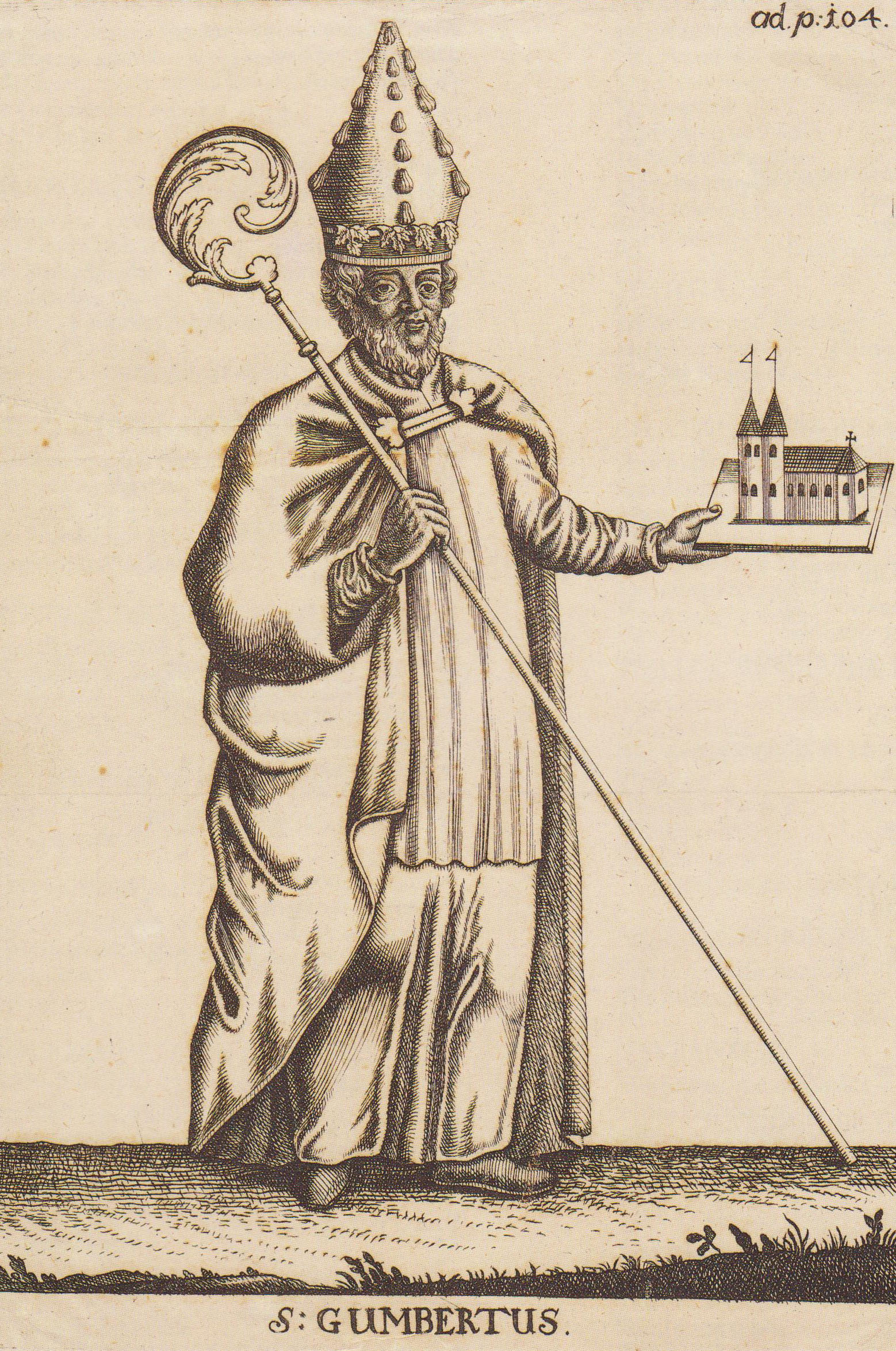
Heiliger Gumbert

Gumbert von Ansbach (* 8. Jahrhundert in Ansbach; † 11. März (?) 795 ebenda) war Benediktinerabt. Er wird als Heiliger verehrt.

## Biografie
Gumbert wurde im 8. Jahrhundert geboren, entstammte der Familie der Mattonen und gehörte damit der karolingischen Reichsaristokratie an. Das genaue Geburtsdatum ist nicht bekannt. Schon früh soll ihn der Würzburger Bischof Burkard gelehrt haben, inmitten allen Reichtums arm zu leben. Um 750 gründete er auf seinem Gut in Ansbach ein Benediktinerkloster, das er auch als Abt leitete. Dieses Kloster war ein „Stützpunkt der fränkischen Raumerfassung, dem Karl der Große 786 Immunität und freie Abtwahl gewährte“. Er war als Schirmvogt des Würzburger Domkapitels sehr beliebt. Nachdem er Ende 794 zum Bischof gewählt worden war, starb er am 11. März 795 noch vor der Bischofsweihe.

## Gedächtnis
Reliquien von ihm befinden sich in der Gumbertuskirche zu Ansbach sowie in Köln und Brüssel. In der Kunst wird er dargestellt als Bischof mit Stab und Kirchenmodell. Er ist der Namensgeber der Gumbertusbibel und des Gumbertusevangeliars.
Er wird im Wappen von Clingen (Thüringen) dargestellt, dort trägt zudem die Gumbertikirche das Patrozinium.
Ihm zu Ehren ist der 15. Juli ein katholischer Festtag, früher war es der 11. März.